# Australian Quarantine and Inspection Service
L'Australian Quarantine and Inspection Service (AQUIS) est un service fédéral australien chargé de faire respecter les lois sur la quarantaine. Ce service est sous l'autorité du ministère de l'Agriculture, de la Pêche et des Forêts australien. Ses locaux se trouvent à Canberra.

## Historique
Le 30 mars 1908, le Commonwealth Quarantine service entre en service et ouvre des stations de quarantaine dans chaque État australien.